# Lingua labir
La lingua labir, a volte indicata come jakanci, jaku o jakun, è una lingua bantoide parlata in Nigeria, nello stato di Bauchi.

## Distribuzione geografica
Secondo stime del 2008, la lingua labir è parlata da 500 persone stanziate nelle Local Government Area (LGA) di Alkaleri e Bauchi.

## Classificazione
Secondo Ethnologue, la classificazione della lingua labir è la seguente:
- Lingue niger-kordofaniane
  - Lingue congo-atlantiche
    - Lingue volta-congo
      - Lingue benue-congo
        - Lingue bantoidi
          - Lingue bantoidi meridionali
            - Lingue jarawan
              - Lingue jarawan nigeriane
                - Lingua labir